# Acacia euphleba
Acacia euphleba é uma espécie de leguminosa do gênero Acacia, pertencente à família Fabaceae.